# Лапчатка белая
Лапча́тка бе́лая (лат. Potentilla alba) — многолетнее травянистое растение, вид рода Лапчатка (Potentilla) семейства Розовые (Rosaceae).
Несмотря на отсутствие исследований клинической эффективности, продолжает применяться в альтернативной медицине в качестве лекарственного растения.

## Ботаническое описание

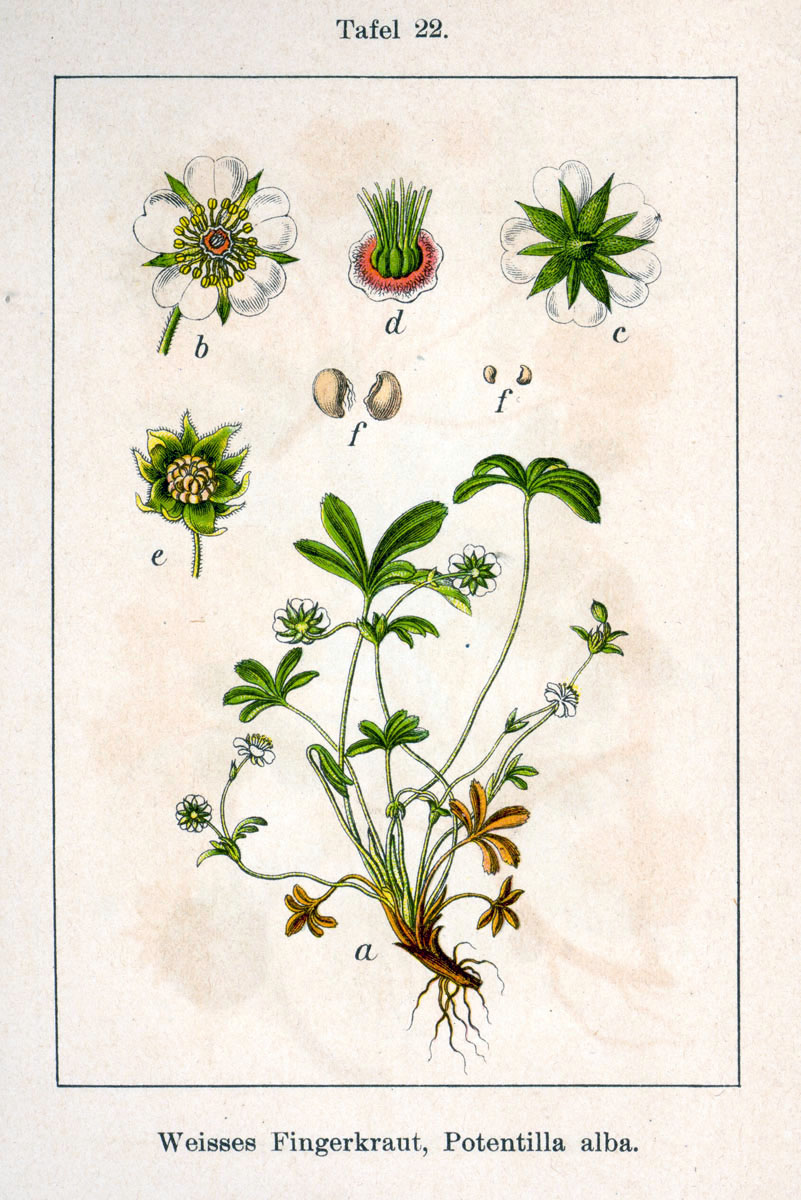

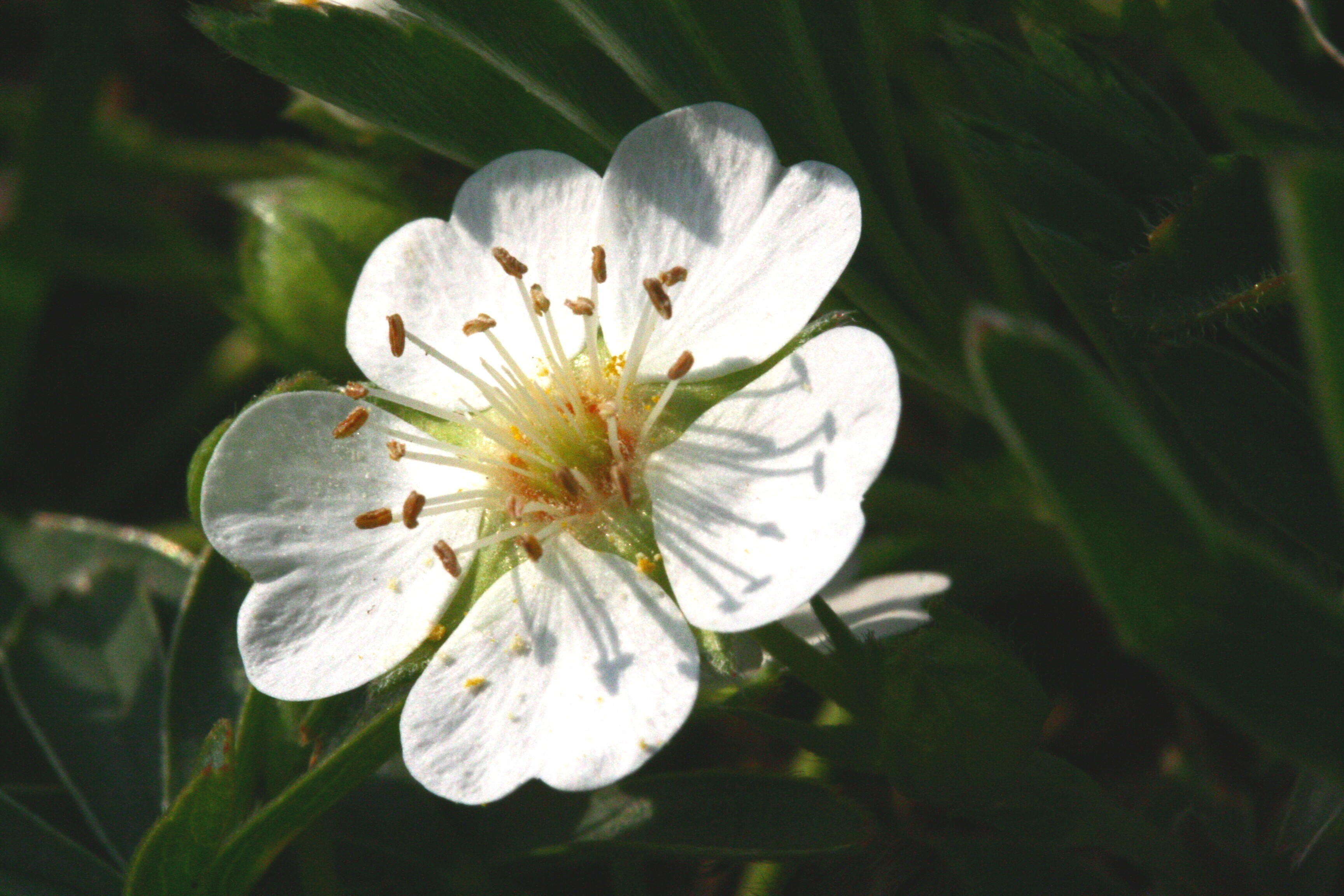
Цветок

Многолетнее травянистое растение 8—25 см высотой.
Корневище толстое, маловетвистое, чешуйчатое.
Стебли тонкие, короткие, не длиннее корневых листьев, восходящие, малооблиственные, почти от основания ветвистые, двух—пяти-цветковые, одетые, как и черешки листьев, цветоножки и чашечки, прижатыми, шелковистыми волосками.
Корневые листья на длинных черешках, пятерные, очень редко с примесью тройчатых; прилистники их крупные, тёмно-бурые, с ланцетными, острыми ушками. Стеблевые листья в числе 1—2, сильно редуцированные, с маленькими яйцевидно-ланцетными прилистниками. Листочки корневых листьев продолговато-ланцетные, клиновидно суживающиеся к основанию, на верхушке с немногочисленными, острыми прилегающими зубчиками, сверху голые, снизу и по краю шелковисто-прижато-волосистые.
Цветки на длинных цветоножках, довольно крупные; наружные чашелистики линейно-ланцетные, короче внутренних, последние яйцевидно-ланцетные; лепестки широкообратнояйцевидные, длиннее чашелистиков, выемчатые, белые. Тычинок 20, нити их очень тонкие, голые, пыльники продолговатые. Цветёт в мае — июне.
Семянки яйцевидные, при основании волосистые. Столбик почти верхушечный, вдвое длиннее семянки, с мало утолщённым рыльцем.
Вид описан из Штирии, Паннонии.

## Распространение
Лапчатка белая произрастает в Европе. Ареал простирается от Центральной Европы до Волги. Северная граница соответствует северу Германии. Этот вид отсутствует в лесах Скандинавии, Финляндии и на Британских островах. Западная граница проходит через Вогезы и Арденны. На юге — через северную часть Италии, Югославии, Болгарии по Украине, далее до среднего течения Волги.
Растёт на разных почвах от сухих до влажных, бедных питательными веществами, песчаных и глинистых. Предпочитает светлые, в особенности дубовые и сосновые леса, перелески, опушки и луга, травянистые склоны и кустарники.
Этот вид лапчатки уже с XIX века становится всё более редким вследствие интенсификации сельского и лесного хозяйства.

## Химический состав
Лапчатка белая содержит элементарный йод и анион йодистой кислоты в неуказанной концентрации.
Кроме того, в результате исследований проведенных в Институте неорганической химии СО РАН (Новосибирск) установлено, что Лапчатка белая содержит микро- и макроэлементы. Анализ отдельных образцов, собранных в фазе цветения показал повышенное содержание элементов Si, Al, Zn, Mn.

## Применение в альтернативной медицине
По данным советских авторов, в народной медицине сырьё лапчатки белой применяют с XVIII века для лечения[уточнить] заболеваний щитовидной железы, в частности, при тиреотоксикозе, различных формах зоба, гиперплазии щитовидной железы, эутиреоидном состоянии щитовидной железы. При этом в качестве сырья используется подземная часть — корневище с корнями, которые заготавливают осенью (после отмирания надземной массы). Надземная же часть лапчатки белой тиреотропной активностью не обладает
Растение становится пригодным для заготовления сырья на третий — четвёртый год вегетации; в это время концентрация действующего вещества альбинина достигает максимального уровня.

В народной медицине отвар травы лапчатки белой применяют также для лечения опущения матки.
Лапчатка белая проявляет также антибактериальную активность, поэтому её применяют при колитах, энтероколитах, дизентерии и других желудочно-кишечных заболеваниях.
Лапчатка белая рекомендуется фитотерапевтами[кем?] для профилактики и лечения заболеваний печени, сердечно-сосудистой системы и желудочно-кишечного тракта, в частности, язвы, а также как антисептическое и ранозаживляющее средство. Порошок из сухой травы лапчатки белой используют для заживления нарывов, фурункулов, карбункулов, абсцессов.
Применение лапчатки белой при заболеваниях не изучалось в соответствии с критериями доказательной медицины, отсутствуют какие-либо клинические испытания, связывающие её прием с положительными эффектами для здоровья.

## Охранный статус
В ряде стран Европы (например, в Германии) растение находится под угрозой исчезновения. Лапчатка белая занесена в списки видов, находящихся под угрозой. Встречается редко и занесена в региональные Красные книги, в частности, в Красную книгу Московской, Смоленской, Рязанской, Липецкой и других областей. Занесена в Красную книгу Республики Беларусь.